# Fábio Carvalho
Fábio Leandro Freitas Gouveia Carvalho, född 30 augusti 2002, är en portugisisk fotbollsspelare som spelar för Brentford.

## Klubbkarriär

### Tidiga år
Carvalho spelade åren 2010-2013 i juniorverksamheten för SL Benfica. Carvalho flyttade sedan till London där han en tid tillhörde Balhams juniorverksamhet innan han den 20 december 2014 flyttade till Fulham och deras ungdomsakademi.

### Fulham
Den 22 maj 2020 presenterade Fulham på sin hemsida att Carvalho skrivit på sitt första professionella seniorkontrakt, ett kontrakt som löpte ut den 30 juni 2022. Knappt ett år efter denna nyheten, den 1 maj 2021, spelade Carvalho sin första Premier League-match och drygt två veckor senare spelade han sin andra. I sin andra match i engelska högsta divisionen gjorde han sitt första mål i Fulham, i en match mot Southampton. Carvalho har även representerat Fulham i tävlingar som The Championship, engelska ligacupen och FA-cupen.

### Liverpool
Carvalho skrev på för Liverpool inför säsongen 2022/2023. Han såldes av Fulham för drygt 60 miljoner SEK, med ca 30 miljoner SEK i andra tilläggsavgifter. Han anslöt till klubben den 1 juli 2022 efter att hans kontrakt med Fulham löpt ut. 
Den 30 juni 2023 lånades Carvalho ut till Bundesliga-klubben RB Leipzig på ett säsongslån. Den 31 december 2023 avbröts låneavtalet i förtid och han återvände till Liverpool. Den 10 januari 2024 lånades Carvalho istället ut till Championship-klubben Hull City på ett låneavtal över resten av säsongen 2023/2024.

### Brentford
Den 12 augusti 2024 värvades Carvalho av Brentford, där han skrev på ett femårskontrakt med option på ytterligare ett år.

## Landslagskarriär
Carvalho är både engelsk och portugisisk medborgare och representerade England upp till U18-nivå.